# Nice Nailantei
Nice Nailantei Leng'ete (Kajiado, 1991) es una activista contra la mutilación genital femenina para las niñas de las comunidades pastorales de Kenia.
A lo largo de los años ha ayudado a 15.000 niñas a evitar la mutilación genital femenina. Fue la primera mujer en dirigirse al consejo de ancianos Masái en el Monte Kilimanjaro y convencerles de prohibir la mutilación genital femenina en la sociedad Másai a lo largo de Kenia y Tanzania.